# GATA1
GATA1 (англ. GATA binding protein 1) – білок, який кодується однойменним геном, розташованим у людей на X-хромосомі. Довжина поліпептидного ланцюга білка становить 413 амінокислот, а молекулярна маса — 42 751.
| 10         |  | 20         |  | 30         |  | 40         |  | 50         |
| ---------- |  | ---------- |  | ---------- |  | ---------- |  | ---------- |
| MEFPGLGSLG |  | TSEPLPQFVD |  | PALVSSTPES |  | GVFFPSGPEG |  | LDAAASSTAP |
| STATAAAAAL |  | AYYRDAEAYR |  | HSPVFQVYPL |  | LNCMEGIPGG |  | SPYAGWAYGK |
| TGLYPASTVC |  | PTREDSPPQA |  | VEDLDGKGST |  | SFLETLKTER |  | LSPDLLTLGP |
| ALPSSLPVPN |  | SAYGGPDFSS |  | TFFSPTGSPL |  | NSAAYSSPKL |  | RGTLPLPPCE |
| ARECVNCGAT |  | ATPLWRRDRT |  | GHYLCNACGL |  | YHKMNGQNRP |  | LIRPKKRLIV |
| SKRAGTQCTN |  | CQTTTTTLWR |  | RNASGDPVCN |  | ACGLYYKLHQ |  | VNRPLTMRKD |
| GIQTRNRKAS |  | GKGKKKRGSS |  | LGGTGAAEGP |  | AGGFMVVAGG |  | SGSGNCGEVA |
| SGLTLGPPGT |  | AHLYQGLGPV |  | VLSGPVSHLM |  | PFPGPLLGSP |  | TGSFPTGPMP |
| PTTSTTVVAP |  | LSS        |  |            |  |            |  |            |

A: Аланін

C: Цистеїн

D: Аспарагінова кислота

E: Глутамінова кислота

F: Фенілаланін

G: Гліцин

H: Гістидин

I: Ізолейцин

K: Лізин

L: Лейцин

M: Метіонін

N: Аспарагін

P: Пролін

Q: Глутамін

R: Аргінін

S: Серин

T: Треонін

V: Валін

W: Триптофан

Кодований геном білок за функціями належить до репресорів, активаторів, фосфопротеїнів. 
Задіяний у таких біологічних процесах, як транскрипція, регуляція транскрипції, ацетилювання, альтернативний сплайсинг. 
Білок має сайт для зв'язування з іонами металів, іоном цинку, ДНК. 
Локалізований у ядрі.